# Paul Celan
Pour les articles homonymes, voir Celan.
Paul Celan, à l'origine Paul Pessach Antschel (en allemand) ou Ancel (en roumain), né le 23 novembre 1920 à Cernăuți (à l'époque en Roumanie) et mort le 20 avril 1970 à Paris, est un poète et traducteur de nationalité roumaine et de langue allemande, naturalisé français en 1955. Son nom d'écrivain est la métathèse de son patronyme roumain.
Auteur d'une œuvre absolument novatrice, il est souvent considéré comme le plus grand poète de langue allemande de l'après-guerre.

## Contexte historique de sa jeunesse
Il est le fils unique d'une famille juive de Cernăuți, en Bucovine, région aujourd'hui située en Ukraine, mais qui durant l'entre-deux-guerres faisait partie de la Roumanie (voir la page Grande Roumanie historique). Du XVIIIe siècle à 1918, la Bucovine avait été une province de l’empire des Habsbourgs d'Autriche.
La population de Cernăuți, comme celle des autres grandes villes de la région, se composait d'environ 30 % de Roumains (orthodoxes), 30 % d’Ukrainiens (catholiques ou orthodoxes) et 30 % de Juifs ashkénazes (recensement de 1911).
En août 1940, en application du pacte germano-soviétique d'août 1939, les troupes soviétiques entrent en Bucovine et occupent Cernăuți. En 1941, à la suite de l'attaque allemande contre l'URSS, les Roumains récupèrent le nord de la Bucovine, entre les fleuves Dniestr et Prut, qui inclut Cernăuți.
Après la Seconde Guerre mondiale, la partie nord de la Bucovine est annexée par l’URSS et se trouve de nos jours en Ukraine.

## Biographie

### Jeunesse et formation
Les parents de Paul, Leo Antschel-Teitler et Friederike, née Schrager, sont germanophones et parlent allemand en famille.
À partir de six ans, il est élève d'une école élémentaire de langue allemande, puis est envoyé à l'école juive Safah Ivriah (Langue hébraïque).
Après sa Bar Mitsvah en 1933, il rejoint un groupe de jeunesse antifasciste, qui publie un magazine marxiste L'Étudiant rouge. Mais il est moins attiré par Karl Marx que par des auteurs libertaires comme Pierre Kropotkine et Gustav Landauer.
Il étudie ensuite la médecine en 1938 en France, puis rentre en Roumanie pour étudier la littérature de langue romane à l’université de Cernăuți.

### La Seconde Guerre mondiale
En 1942, ses parents sont envoyés dans un camp d’internement nazi en Transnistrie. Son père y meurt du typhus et sa mère y aurait été exécutée d'une balle dans la nuque.
En 1943, Paul choisit de se porter volontaire dans un camp de travail forcé en Moldavie afin d'échapper aux persécutions et est libéré par l'Armée rouge en 1944.
Installé à Bucarest comme traducteur et éditeur, il adopte successivement les pseudonymes de Paul Aurel, Paul Ancel et finalement Paul Celan.

### L'exil
En 1947, il quitte la Roumanie pour Vienne en Autriche et y publie son premier livre Le Sable des urnes (Der Sand aus den Urnen).
Il s’installe ensuite à Paris, où il exerce la fonction de lecteur d'allemand et de traducteur à l'École normale supérieure.
En 1952, il épouse Gisèle de Lestrange, qu'il avait rencontrée en 1951 et à qui il écrit plus de 700 lettres en 19 ans. Cette correspondance est publiée en 2001 grâce à l'aide de son fils Éric. Une autre correspondance importante, celle qu'il entretint avec sa « femme aimée », Ingeborg Bachmann, est publiée en août 2008 par l'éditeur Suhrkamp sous le titre Herzzeit (« Le temps du cœur »).
Peu après son mariage, il noue une liaison clandestine avec Brigitta Eisenreich, étudiante parisienne originaire de Linz (Autriche). Cette relation extraconjugale durera presque neuf ans. En 2010, Brigitta Eisenreich publie en Allemagne le récit de son amour avec Celan. Ce livre est réédité en France en 2013 dans une version enrichie.
Brigitta Eisenreich mentionne, dans son essai autobiographique, d'autres relations amoureuses de Paul Celan, notamment avec l'anthropologue française Ariane Deluz dans les années 1960. 
En mai 1960 éclate l'affaire Goll : l'écrivaine, poétesse et journaliste franco-allemande Claire Goll, veuve du romancier et poète Yvan Goll, accuse publiquement Paul Celan de plagier son regretté mari. Elle dénigrait Celan depuis le début des années 1950, lorsqu'elle lui avait commandé des traductions de recueils de son époux et qu'elle avait été insatisfaite du résultat obtenu. Paul Celan veut répliquer à Claire Goll et sollicite des appuis dans le milieu littéraire, sans succès.
En octobre 1960, Paul Celan reçoit le Prix Georg-Büchner et prononce pour l'occasion un magnifique discours, Le Méridien, où il présente à travers une lecture du théâtre de Büchner ce que sont pour lui l'art et la poésie.
À partir de 1965, il est interné à plusieurs reprises dans des hôpitaux psychiatriques, où il écrit quelques textes en hébreu.
En 1967, il se rend à Todtnauberg pour rencontrer Martin Heidegger, duquel il attend une parole pour les Juifs exterminés, parole que le philosophe ne prononce pas. Ce silence lui inspire le poème Todtnauberg.
En 1968, il rejoint André du Bouchet, Jacques Dupin, Yves Bonnefoy, Michel Leiris et Louis-René des Forêts au comité de rédaction de la revue L'Éphémère.
En octobre 1969, il se rend en Israël et y donne plusieurs conférences. Lors de ce voyage, il tombe en amour avec poétesse israélienne d'expression allemande Ilana Shmueli, qu'il connaissait depuis leur enfance à Cernăuți. Ce sera sa dernière liaison.

### Le suicide
Dans la nuit du 19 au 20 avril 1970, Paul Celan se jette dans la Seine, probablement du pont Mirabeau. On ne trouvera son corps que le 1er mai suivant, dix kilomètres en aval, à Courbevoie. Henri Michaux lui rend hommage dans une « Méditation sur la fin de Paul Celan », poème intitulé « Le jour, les jours, la fin des jours » qui se termine ainsi : « Partir. / De toute façon partir. / Le long couteau du flot de l'eau arrêtera la parole. » Il est inhumé dans la 31e division du Cimetière parisien de Thiais.
La mort de ses parents dans les camps nazis et son propre passage dans un camp de travail l'ont profondément marqué. Son œuvre demeure, selon Alexis Nouss, « hantée par la mort nazie ». À la fois témoin et victime du nazisme, il contredit la célèbre formule d’Adorno, philosophe post-marxiste, en 1955, selon laquelle « Écrire un poème après Auschwitz est barbare…».
Niemand
zeugt für den
Zeugen.
(Personne ne témoigne pour le témoin.).

## Œuvre et style
Ses premiers poèmes, publiés dans différents périodiques, datent de 1940 mais son second livre, Mohn und Gedächtnis (Pavot et mémoire, 1952) assoit sa réputation de poète de l'Holocauste, d'abord en Allemagne, puis dans le monde entier. Son poème le plus connu, Todesfuge (Fugue de la mort) a pour thème le sort des Juifs dans les camps d'extermination.
Il reçoit le prix de littérature de Brême et considère avec ses amis poètes René Char, Edmond Jabès et Nelly Sachs, que le langage doit se libérer de l'Histoire et doit être utilisé avec des mots qui répondent au silence imposé sur la situation terrible qu'il a vécue. Ses vers deviennent alors de plus en plus cryptés, fracturés et monosyllabiques, se comparant en cela à la musique de Webern. Toute la poétique de Celan tient dans son impératif, à la fois moral et esthétique, de créer ce qu'il appelait une « contre-langue », qui consistait en une mise en accusation implacable et définitive de la langue et de la culture allemandes dont la Shoah était l'aboutissement.
Il a traduit des poèmes d'Yvan Goll ainsi que des textes de Jean Cocteau, Henri Michaux, Ossip Mandelstam, Giuseppe Ungaretti, Fernando Pessoa, Arthur Rimbaud, Paul Valéry, René Char, Emil Cioran, André du Bouchet, Jean Bazaine et Jacques Dupin. L'accusation de plagiat de l'œuvre d’Yvan Goll, lancée par l'épouse de celui-ci, Claire Goll, le conduit à souffrir de dépression nerveuse. Claire Goll a ensuite entretenu une campagne de diffamation contre Paul Celan tout au long de sa vie.

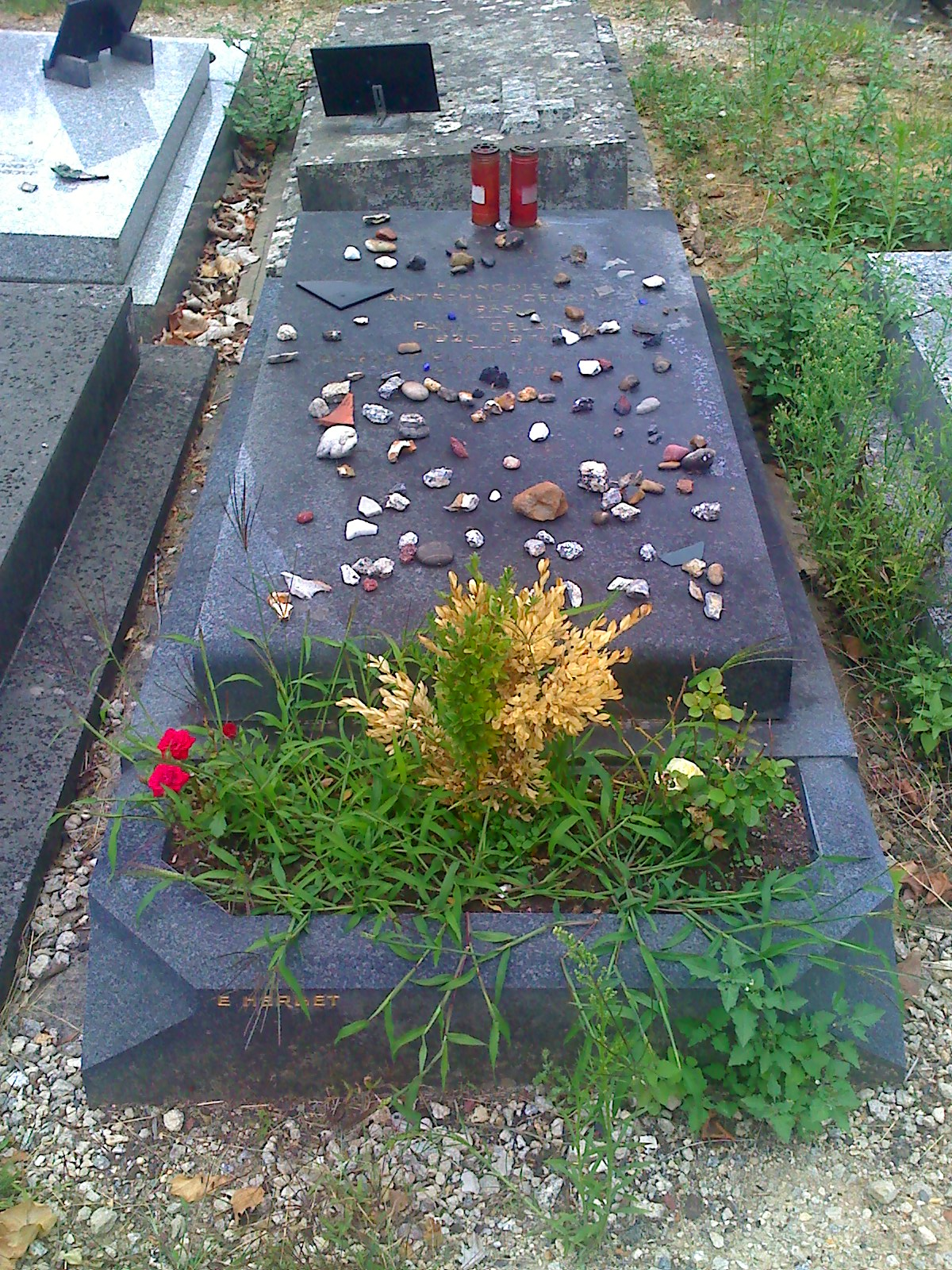
La tombe de Paul Celan au cimetière parisien de Thiais.

Toute son œuvre se rattache, par la forme, à la tradition de la poésie hermétique et symbolique moderne, en particulier à Baudelaire et Rilke. Il a influencé de nombreux poètes et écrivains et même certains philosophes, à commencer par Jacques Derrida.

## Fin de laFugue de la mort
« (…)
Schwarze Milch der Frühe wir trinken dich nachts
wir trinken dich mittags der Tod ist ein Meister aus Deutschland
wir trinken dich abends und morgens wir trinken und trinken
der Tod ist ein Meister aus Deutschland sein Auge ist blau
er trifft dich mit bleierner Kugel er trifft dich genau
ein Mann wohnt im Haus dein goldenes Haar Margarete
er hetzt seine Rüden auf uns er schenkt uns ein Grab in der Luft
er spielt mit den Schlangen und träumet der Tod ist ein Meister aus Deutschland
dein goldenes Haar Margarete
dein aschenes Haar Sulamith »
— La Fugue de la mort fait partie du recueil Pavot et mémoire, publié en 1952. Le poème est traduit par Jean-Pierre Lefebvre, in Choix de poèmes, p. 53-57.
        
« (…)
Lait noir de l’aube nous te buvons la nuit
nous te buvons à midi la mort est un maître d’Allemagne
nous te buvons le soir et le matin nous buvons et buvons
la mort est un maître d’Allemagne son œil est bleu
il te touche d’une balle de plomb il te frappe juste
un homme habite dans la maison tes cheveux d'or Marguerite
il lance ses grands chiens sur nous il nous offre une tombe dans l'air
il joue avec les serpents et rêve la mort est un maître d’Allemagne
tes cheveux d'or Marguerite
tes cheveux de cendre Sulamith »

## Œuvres

### Recueils publiés de son vivant
- Der Sand aus den Urnen / Le Sable des urnes, Vienne, 1948, publié sous le nom Paul Antschel
- Mohn und Gedächtnis / Pavot et mémoire, 1952 — contient le recueil précédent
- Von Schwelle zu Schwelle / De seuil en seuil, 1955
- Sprachgitter / Grille de parole, 1959
- Die Niemandsrose / La Rose de personne, 1963
- Atemwende / Renverse du souffle, 1967
- Fadensonnen / Soleils de fil, 1968

### La prose
- Der Meridian / Le Méridien, 1961 (Discours prononcé à la remise du Prix Georg-Büchner en 1960)
- Gespräch im Gebirg / Entretien dans la montagne, 1959

### Les trois recueils posthumes
- Lichtzwang / Contrainte de lumière, juillet 1970
- Schneepart / Partie de neige, 1971
- Zeitgehöft / Enclos du temps, 1976

## Traductions en français

### Recueils de poèmes
- Schneepart (1971, posthume), poèmes, trad. André du Bouchet, Mercure de France, 1978 (rééd. 1986) 
  - nouvelle traduction : Partie de neige, trad. Jean-Pierre Lefebvre, Seuil, 2007.
- La Rose de personne, trad. Martine Broda, Le Nouveau Commerce, 1979 ; rééd. révisée, Éditions José Corti, 2002.
- Enclos du temps, trad. Martine Broda, Clivages, 1985.
- Pavot et mémoire, trad. Valérie Briet, Christian Bourgois, 1987.
- Contrainte de lumière, trad. Bertrand Badiou et Jean-Claude Rambach, Belin, « L’extrême contemporain », 1989.
- De seuil en seuil, trad. Valérie Briet, Christian Bourgois, 1991.
- Grille de parole, trad. Martine Broda, Christian Bourgois, 1991.
- Renverse du souffle, trad. Jean-Pierre Lefebvre, Seuil, 2003.

### Choix de poèmes
- Poèmes, tirés des recueils publiés entre 1952 et 1970, trad. John E. Jackson, Unes, 1987 — réédition en 2007, avec une présentation de Jackson, suivi d'un essai sur la poésie de Paul Celan, Paris, José Corti, 2007,  (ISBN 9782714308474).
- Strette et autres poèmes, trad. Jean Daive, Mercure de France, 1990.
- Choix de poèmes : réunis par l'auteur, augmenté d’un dossier inédit de traductions revues par Paul Celan, traduction et présentation de Jean-Pierre Lefebvre, édition bilingue, Paris, Gallimard, « Poésie », 1998.

### Prose
- Paul Celan (trad. de l'allemand par Stéphane Mosès), Entretien dans la montagne, Paris, Michel Chandeigne, 1990.
- Entretien dans la montagne, trad. Stéphane Mosès, Verdier, 2001 - Fata Morgana, 2010.
- Le Méridien et autres proses, trad. Jean Launay, Éditions du Seuil, 2002.

## Correspondance

### Les destinataires
A déjà été publiée, en allemand et en français, en partie ou totalité, la correspondance avec :
- Nelly Sachs
- Franz Wurm
- Erich Einhorn
- Gisèle Celan-Lestrange son épouse
- Eric Celan, son fils
- Hanne et Hermann Lenz
- Diet Kloos-Barendregt
- Péter Szondi
- Ilana Shmueli
- Ingeborg Bachmann
- Erica Lillegg
- René Char

### Publications allemandes
- Paul Celan - Nelly Sachs Briefwechsel, hrsg. von Barbara Wiedemann, Frankfurt/Main 1993
- Paul Celan - Franz Wurm Briefwechsel, hrsg. von Barbara Wiedemann in Verbindung mit Franz Wurm, Frankfurt/Main 1995
- Paul Celan - Erich Einhorn:"Einhorn: du weißt um die Steine…", Briefwechsel, Berlin 1999
- Paul Celan - Gisèle Celan-Lestrange Briefwechsel, Mit einer Auswahl von Briefen Paul Celans an seinen Sohn Eric, Aus dem Französischen von Eugen Helmlé, hrsg. und kommentiert von Bertrand Badiou in Verbindung mit Eric Celan, Anmerkungen übersetzt und für die deutsche Ausgabe eingerichtet von Barbara Wiedemann, Erster Band: Die Briefe, Zweiter Band: Kommentar, Frankfurt/Main 2001 (Rezension )
- Paul Celan - Hanne und Hermann Lenz Briefwechsel, hrsg. von Barbara Wiedemann in Verbindung mit Hanne Lenz, Frankfurt/Main 2001
- Paul Celan:"Du mußt versuchen, auch den Schweigenden zu hören" - Briefe an Diet Kloos-Barendregt, Handschrift - Edition - Kommentar, hrsg. von Paul Sars unter Mitwirkung von Laurent Sprooten, Frankfurt/Main 2002
- Paul Celan - Peter Szondi Briefwechsel. Mit Briefen von Gisèle Celan-Lestrange an Peter Szondi und Auszügen aus dem Briefwechsel zwischen Peter Szondi und Jean und Mayotte Bollack, édité par Christoph König. Frankfurt/Main 2005.  (ISBN 3-518-41714-2)
- Ingeborg Bachmann/Paul Celan: Herzzeit. Briefwechsel. Herausgegeben von Bertrand Badiou, Hans Höller, Andrea Stoll, Barbara Wiedemann. Suhrkamp, Frankfurt 2008,  (ISBN 978-3-518-42033-1).
- Paul Celan, Klaus Demus, Nani Demus Briefwechsel. Mit einer Auswahl aus dem Briefwechsel zwischen Gisèle Celan-Lestrange und Klaus und Nani Demus. Herausgegeben von Joachim Seng. Mit einem Bildteil. Frankfurt/Main, Suhrkamp 2009.  (ISBN 978-3-518-42122-2)
- Brigitta Eisenreich:Celans Kreidestern. Ein Bericht. Mit Briefen und anderen unveröffentlichten Dokumenten. Unter Mitwirkung von Bertrand Badiou. Suhrkamp, Berlin 2010.  (ISBN 978-3-518-42147-5)

### Publications françaises et traductions
- Paul Celan-Nelly Sachs. Correspondance, trad. Mireille Gansel, Belin, « L’extrême contemporain », 1999.
- Paul Celan / Gisèle Celan-Lestrange. Correspondance, éditée et commentée par Bertrand Badiou avec le concours d’Éric Celan, Le Seuil, « La librairie du XXIe siècle », 2001.
- Paul Celan / Ilana Shmueli. Correspondance, éditée, commentée et traduite par Bertrand Badiou, Le Seuil, « La Librairie du XXIe siècle », 2006.
- Paul Celan / Theodor-W. Adorno, trad. Christophe David, Nous, 2008.
- Paul Celan / Ingeborg Bachmann. Le Temps du cœur, Correspondance, traduite par Bertrand Badiou, Paris, Le Seuil, 2011.
- Paul Celan - René Char : Correspondance (1954–1968) ; Correspondance René Char - Gisèle Celan-Lestrange (1969–1977). — Édition établie, présentée et annotée par Bertrand Badiou, Paris, Gallimard, 2015.

## Postérité

### Mise en musique
- Atemkristall (1981), musique d'Yves-Marie Pasquet
- Tenebrae (1989-91), pour 7 voix d'hommes ou 8 voix mixtes, musique de Thierry Machuel
- Songbook (1991), textes chantés par Ute Lemper, sur une musique de Michael Nyman
- Nachtstrahl, sur un poème de Paul Celan, pour voix et cinq instruments de Antoine Bonnet (de) (1994)
- Einmal, da hörte ich Ihn ... (2001, sur 12 textes) pour soprano et clarinette, musique de Thierry Machuel
- Über dem Dorn (2000-2003, Psalm, Nächtlich geschürzt, Auge der Zeit) pour chœur de chambre à voix mixtes, musique de Thierry Machuel
- Defixiones (2003), Todesfuge chanté par Diamanda Galas
- Six Poèmes de Celan (Zu Zweien, Leuchten, Mit Äxten spielend, Fernen, Nachts, Von Dunkel zu Dunkel), pour mezzo-soprano et ensemble instrumental, musique d'Amaury du Closel

### Littérature
- Paul Celan, sauver la clarté , Marie-Hélène Prouteau  préface de Mireille Gansel, éditions Unicité, 2024

### Exposition
- 2021–2022 : Anselm Kiefer, « Pour Paul Celan », Grand Palais éphémère, Paris[24]

### Citation dans un document pontifical
Une citation de Paul Celan - « Celui qui apprend vraiment à voir s’approche de l’invisible », conclut la lettre du Pape François sur le rôle de la littérature dans la formation, publiée en juillet 2024. 

## Liste des auteurs traduits par Celan
- Guillaume Apollinaire
- Tudor Arghezi
- Antonin Artaud
- Charles Baudelaire
- Alexandre Blok
- André Breton
- Jean Cayrol
- Aimé Césaire
- René Char
- Emil Cioran
- Jean Daive
- Robert Desnos
- Emily Dickinson
- John Donne
- André du Bouchet
- Jacques Dupin
- Paul Éluard
- Robert Frost
- Clement Greenberg
- Alfred Edward Housman
- Velimir Khlebnikov
- Maurice Maeterlinck
- Stéphane Mallarmé
- Ossip Mandelstam
- Andrew Marvell
- Henri Michaux
- Marianne Moore
- Gellu Naum
- Gérard de Nerval
- Henri Pastoureau
- Benjamin Péret
- Fernando Pessoa
- Pablo Picasso
- Arthur Rimbaud
- David Rokeah
- William Shakespeare
- Georges Simenon
- Konstantin Slutschevsky
- Jules Supervielle
- Virgil Teodorescu
- Giuseppe Ungaretti
- Paul Valéry
- Sergueï Essenine
- Ievgueni Ievtouchenko
- Franz Kafka